# 田景福 (1911年)
田景福（1911年5月8日—2002年3月24日），字介亭，男，山西汾阳人，中华人民共和国政治人物、诗人、基督教人士。

## 生平
田景福早年考入汾阳神道中学。毕业后在中阳教会小学任教。1931年，考入北平燕京大学。1935年，毕业后返回山西，组织太原青年文学研究会并任主席（次年被山西当局解散），同时主编《青年文学》专刊。1935年秋编成短篇小说集《冬天的事》。1936年，鲁迅逝世，田景福在太原发起有七百余人参加的追悼会，被选为主席。抗日战争初期，离开太原参加青年会军人服务部，从事抗日活动。1948年，出任西安基督教青年会总干事。
中华人民共和国成立后，1954年，担任中国基督教三自爱国运动委员会常委。1958年，担任陕西省基督教三自爱国运动委员会主席。1983年，担任陕西省基督教协会会长。此外还任西安文协副主任、全国青联委员、陕西省政协常委等职。1986年重选三十年代所作小说8篇，编成《田景福小说选》，由陕西人民出版社出版。其它作品有歌集《抗战歌声》和《工合歌声》两册，另作《圣诞歌<一轮明月>》。1988年，他创办陕西圣经学校，担任校长。2002年3月24日去世。